# 安岡正泰
安岡 正泰（やすおか まさやす、1931年 - ）は、思想家・安岡正篤の子息にして安岡正篤記念館理事長。

## 概歴
- 1931年、安岡正篤の二男として東京に生まれる。1956年、早稲田大学法学部卒業。同年、日本通運株式会社入社。
- 1989年、同社取締役に就任。
- 1991年、同社常務取締役に就任。
- 1993年、常務取締役中部支店長に就任。
- 1995年、取締役退任。日本通運健康保険組合理事長に就任。
- 1999年より財団法人郷学研究所、安岡正篤記念館理事長に就任。

## 著書
- 『為政三部書に学ぶ』(致知出版社)